# Aeródromo de El Papalonal
El aeródromo de El Papalonal (OACI: MNPP) es un aeródromo público nicaragüense que sirve al pueblo de El Papalonal en el departamento de León, Nicaragua. El aeródromo se encuentra al sur del pueblo y de la ruta NN-239, al norte del lago Xolotlán.
La pista de aterrizaje del aeródromo es de césped y mide 1.525 metros en longitud.

## Historia
En 1981, agentes de la Agencia Central de Inteligencia estadounidense descubrieron que el aeródromo era utilizado como área de despegue clandestina para enviar armas a El Salvador.